# Wave (album de Patti Smith)
Pour les articles homonymes, voir Wave.
Albums de Patti Smith Group
Easter
(1978) Dream of Life
(1988)
Singles
1. Frederick
Sortie : 1979
2. Dancing Barefoot
Sortie : 1979
3. So You Want to Be a Rock 'n' Roll Star
Sortie : 1979

Wave est le quatrième album studio du Patti Smith Group, sorti le 17 mai 1979.
L'album s'est classé 18e au Billboard 200.

## Liste des titres
| 1. | Frederick                              | Patti Smith                | 3:01 |
| 2. | Dancing Barefoot                       | Smith, Ivan Král           | 4:18 |
| 3. | So You Want to Be a Rock 'n' Roll Star | Jim McGuinn, Chris Hillman | 4:18 |
| 4. | Hymn                                   | Smith, Lenny Kaye          | 1:10 |
| 5. | Revenge                                | Smith, Král                | 5:06 |

| 1. | Citizen Ship        | Smith, Král | 5:09 |
| 2. | Seven Ways of Going | Smith       | 5:12 |
| 3. | Broken Flag         | Smith, Kaye | 4:55 |
| 4. | Wave                | Smith       | 4:55 |

| 10. | Fire of Unknown Origin  | Smith, Kaye                         | 2:09 |
| 11. | 5-4-3-2-1 / Wave (live) | Paul Jones, Mike Hugg, Manfred Mann | 2:43 |

## Musiciens

### Patti Smith Group
- Patti Smith : chant
- Lenny Kaye : guitare, basse pour la chanson Wave, chant
- Jay Dee Daugherty : batterie
- Ivan Král : basse, guitare, violoncelle pour la chanson Wave, claviers
- Richard Sohl : piano

### Musiciens additionnels
- Andi Ostrowe : percussions, timbales pour la chanson Seven Ways of Going
- Todd Rundgren : production, basse pour la chanson Dancing Barefoot